# Safaripark Beekse Bergen
Koordinaten: 51° 31′ 23,1″ N, 5° 6′ 57,7″ O
Der Safaripark Beekse Bergen ist ein Safaripark, der sich in der niederländischen Gemeinde Hilvarenbeek befindet. Die Stadt Tilburg liegt in einer Entfernung von rund fünf Kilometern im Norden. Eindhoven ist etwa 25 Kilometer in südöstlicher Richtung entfernt. Der Park ist bei der European Association of Zoos and Aquaria (EAZA) sowie der Nederlandse Vereniging van Dierentuinen (NVD) akkreditiert.

## Geschichte
Im Jahr 1968 wurde südlich von Tilburg ein Tierpark eröffnet, der in erster Linie Löwen zeigte und Leeuwenpark Beekse Bergen genannt wurde. In diesem Park konnten die Menschen Löwen vom Auto aus betrachten. Diese Art der Tierbeobachtungen war für die Betrachter Neuland und der Park erfreute sich eines sehr starken Zuspruchs. 1970 wurde daher beschlossen, den Park zu erweitern und eine Anlage mit Geparden hinzuzufügen. In den Jahren 1972 und 1974 folgten Zebras, mehrere Antilopenarten, Giraffen und ein Elefantenjungtier. Mit der erweiterten Artenzahl wurde der Leeuwenpark in Safaripark Beekse Bergen umbenannt. 1980 erfolgte eine erneute Erweiterung auf nun 120 Hektar. 1987 übernahm die Libéma B.V., ein niederländischer Betreiber von Ausstellungs- und Veranstaltungsunterkünften, Ferien- und Vergnügungsparks den Safaripark.

## Anlagenkonzept
Das ca. 120 Hektar große Safarigelände ist in mehrere Bereiche untergliedert. Es werden Säugetiere sowie einige Vogelarten gehalten. Es gibt fünf Möglichkeiten, den Safaripark zu erkunden, für Fußgänger als „Wander-Safari“, auf den Wasserflächen als „Boot-Safari“, zur Teilnahme an Vogelflugshows als „Raubvogel-Safari“, mit Begleitung von  Rangern als „Bus-Safari“ oder individuell im eigenen Personenkraftwagen als „Auto-Safari“. Die Tiere in der Auto-Safari haben die Möglichkeit, bis an die Fahrzeuge heranzukommen. Ein Verlassen der Fahrzeuge im Gelände ist aus Sicherheitsgründen ebenso wie das Füttern der Tiere nicht gestattet, Fenster müssen stets geschlossen bleiben. Die Parkverwaltung weist darauf ausdrücklich hin, da 2012 ein 9-jähriger Junge, der unvorsichtigerweise das Fahrzeug verlassen hatte, von einem Geparden gebissen wurde.

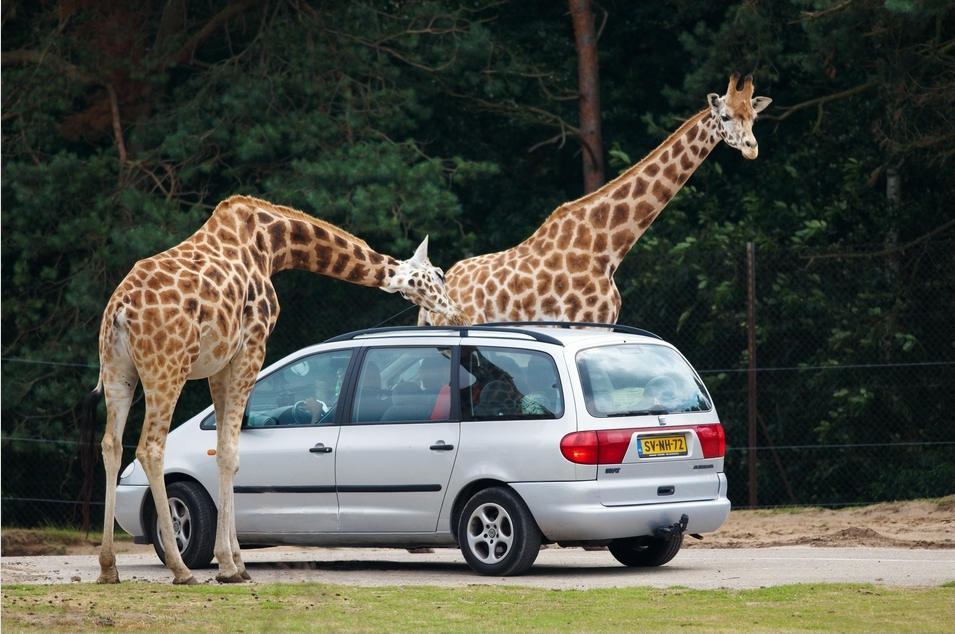
Giraffen bei der Auto-Safari
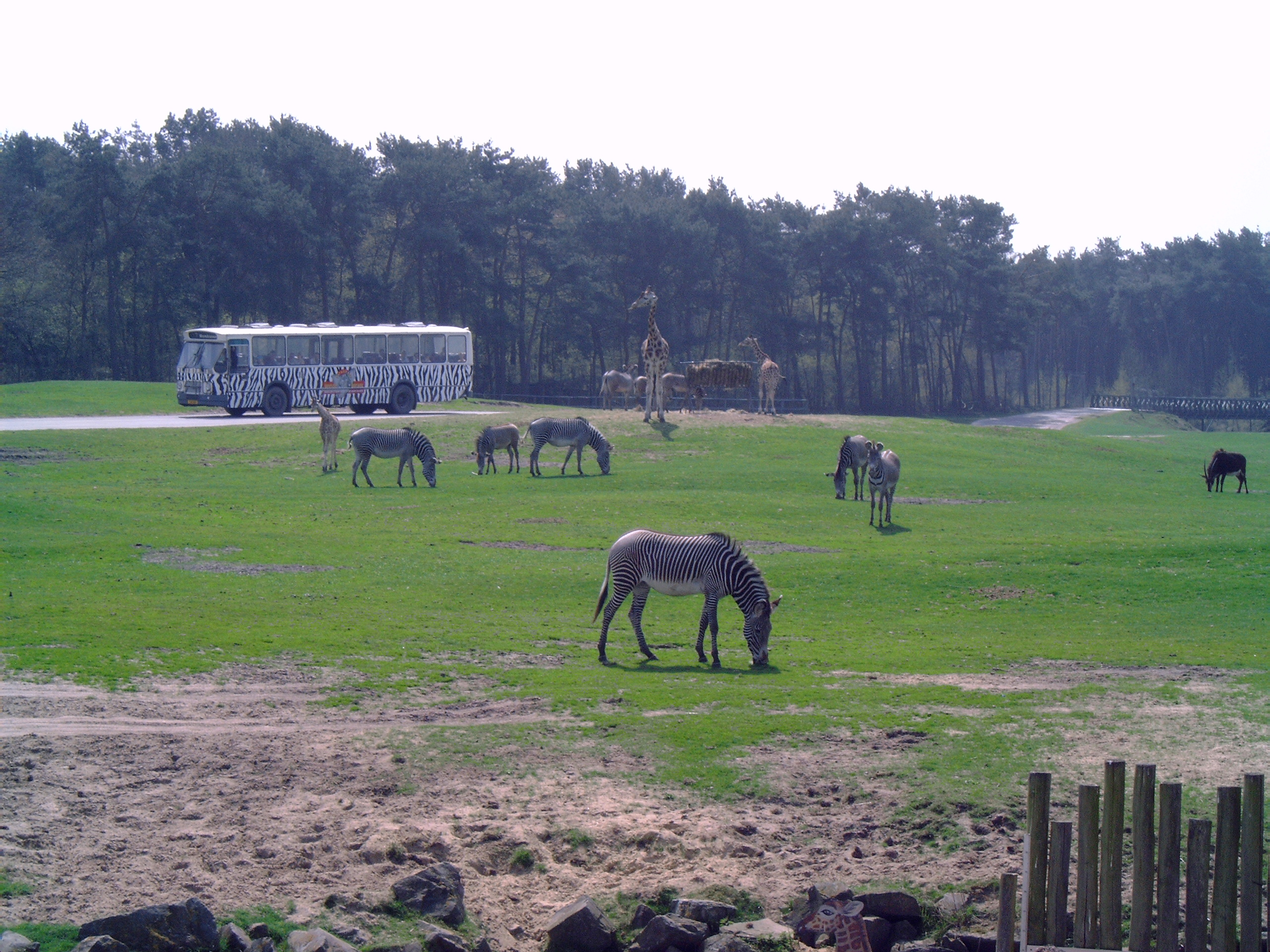
Zebras bei der Bus-Safari
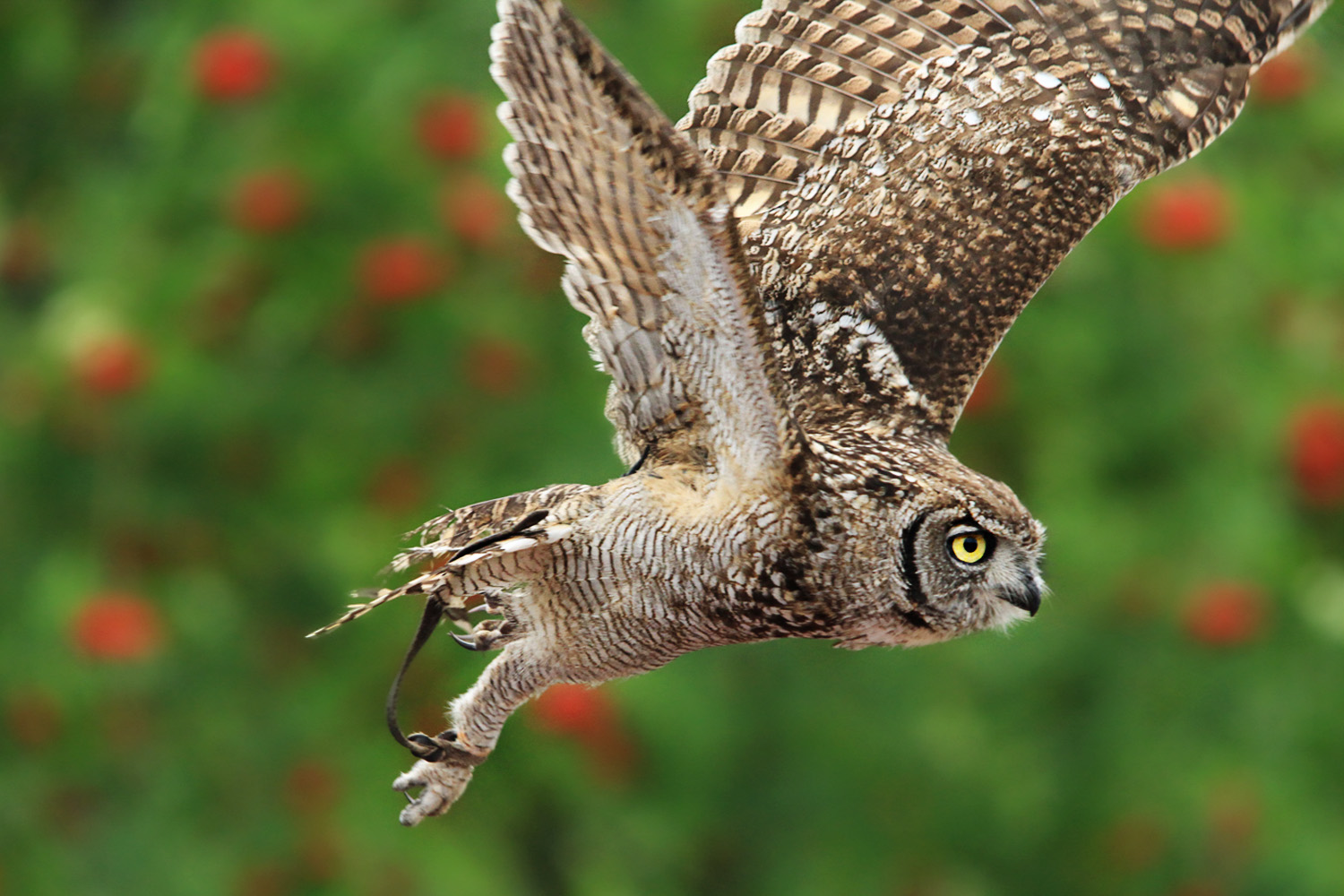
Fleckenuhu bei der Raubvogel-Safari

## Arterhaltungs- und Zuchtprogramme
In Zusammenarbeit mit der European Association of Zoos and Aquaria (EAZA), dem Europäischen Erhaltungszuchtprogramm (EEP), der European Studbooks (ESB) und weiterer Naturschutzorganisationen beteiligt sich der Safaripark Beekse Bergen an verschiedenen Arterhaltungs- und Zuchtprogrammen, beispielsweise werden Geparde, Breitmaulnashörner, Afrikanische Wildhunde, Westliche Kleine Pandas, Przewalski-Pferde und Grevyzebras erfolgreich gezüchtet. Hervorzuheben ist auch die erfolgreiche Zucht bei den Goliathreihern (Ardea goliath). Die nachgezüchteten Tiere werden dann unter verschiedenen Zoos ausgetauscht, um die genetische Vielfalt der Arten zu erhalten. Der Safaripark Beekse Bergen ist auch ein europäischer Koordinator bei einigen Zuchtprogrammen, beispielsweise beim Breitmaulnashorn (Ceratotherium simum).

## Galerie
Die nachfolgende Bildauswahl zeigt einige Tiere, die im Safaripark Beekse Bergen leben:

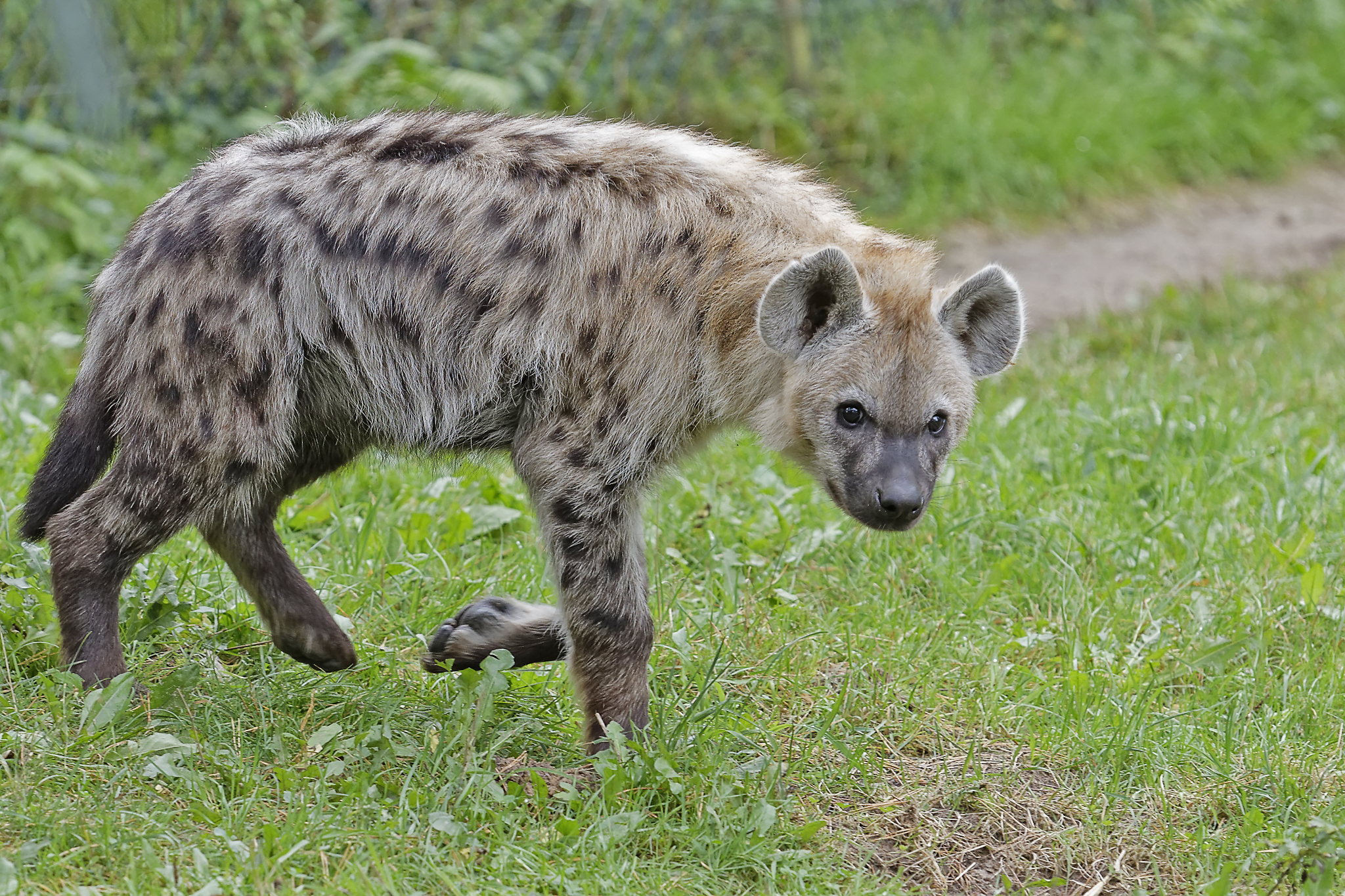
Tüpfelhyäne
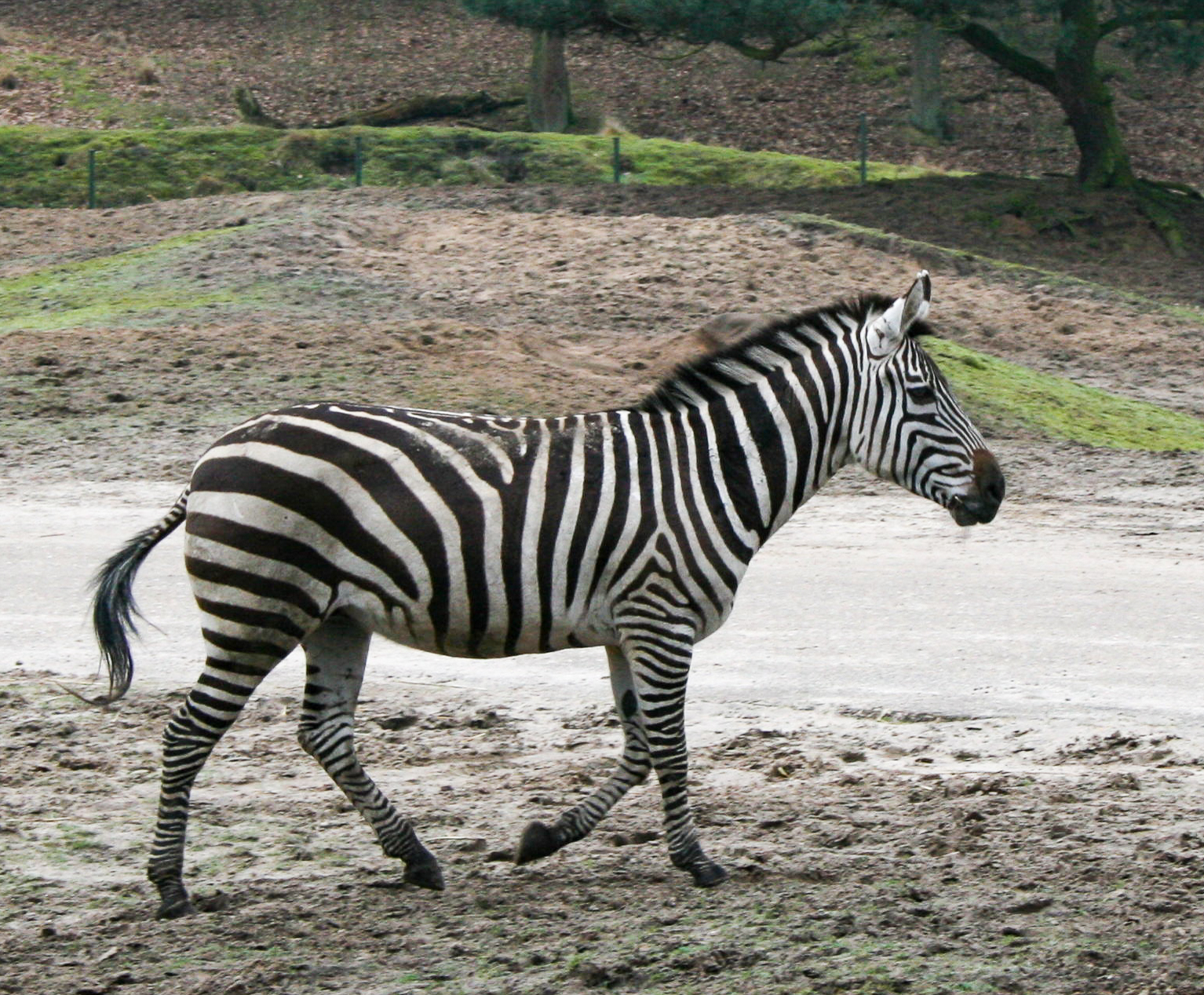
Steppenzebra
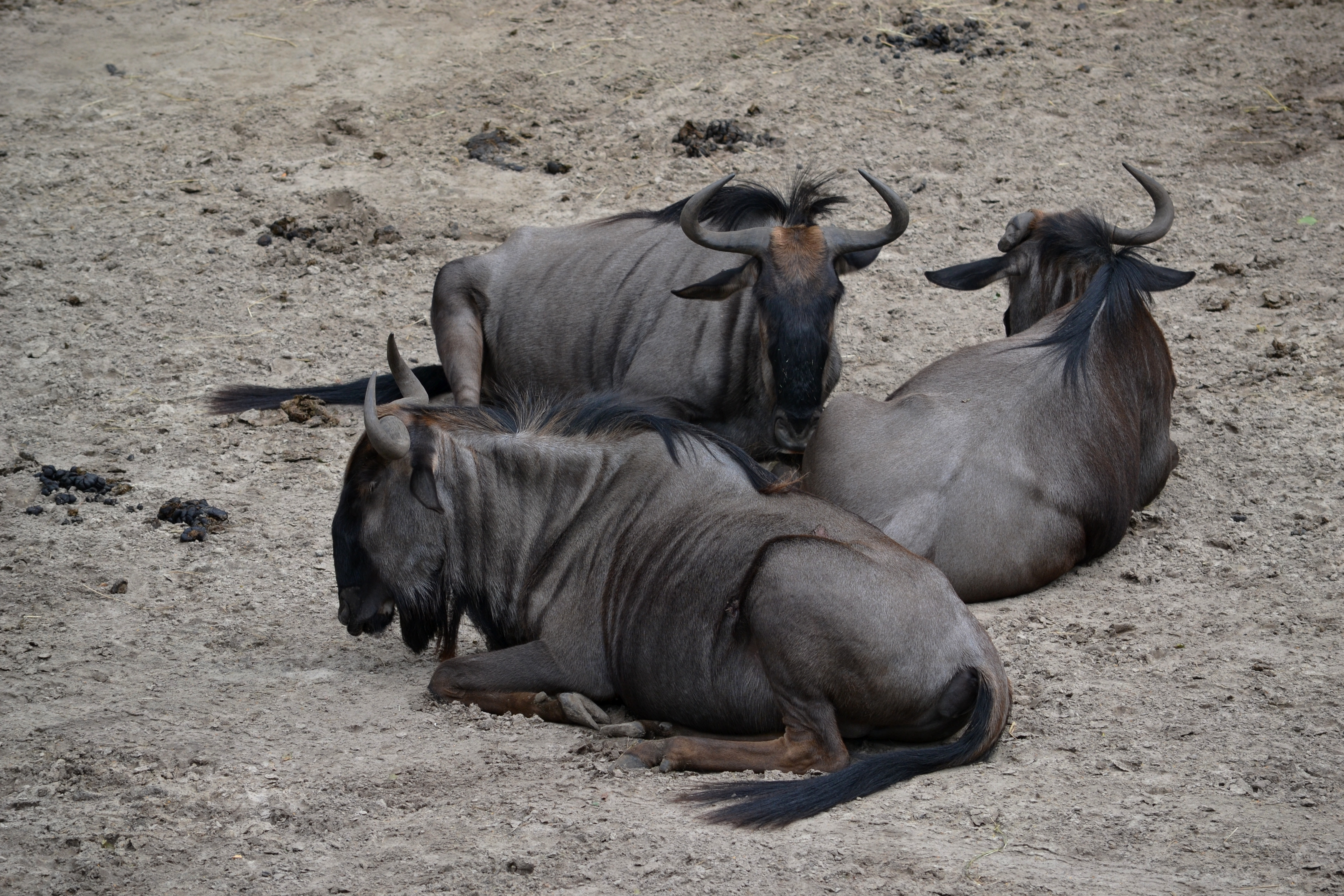
Streifengnus
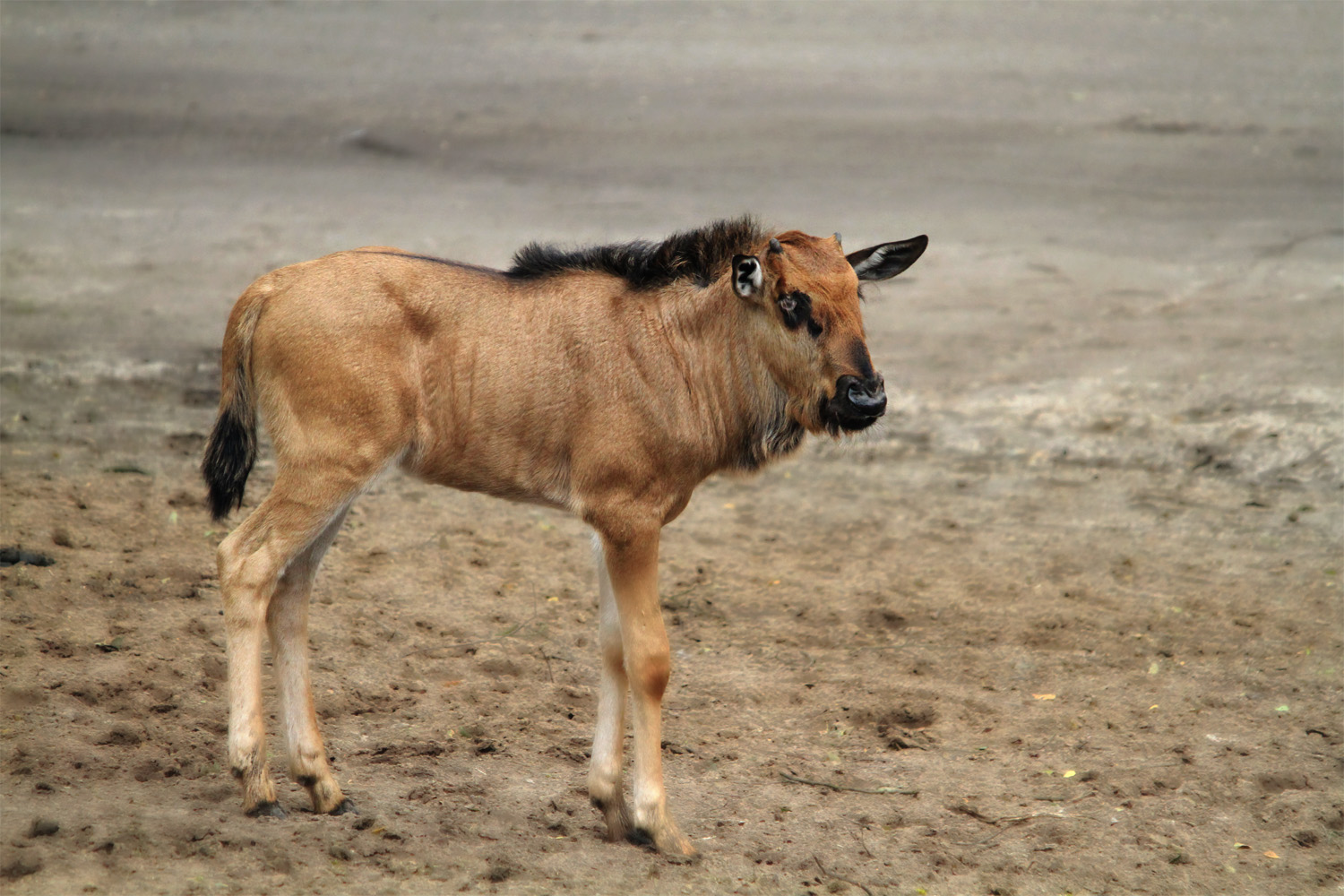
Streifengnu, Jungtier
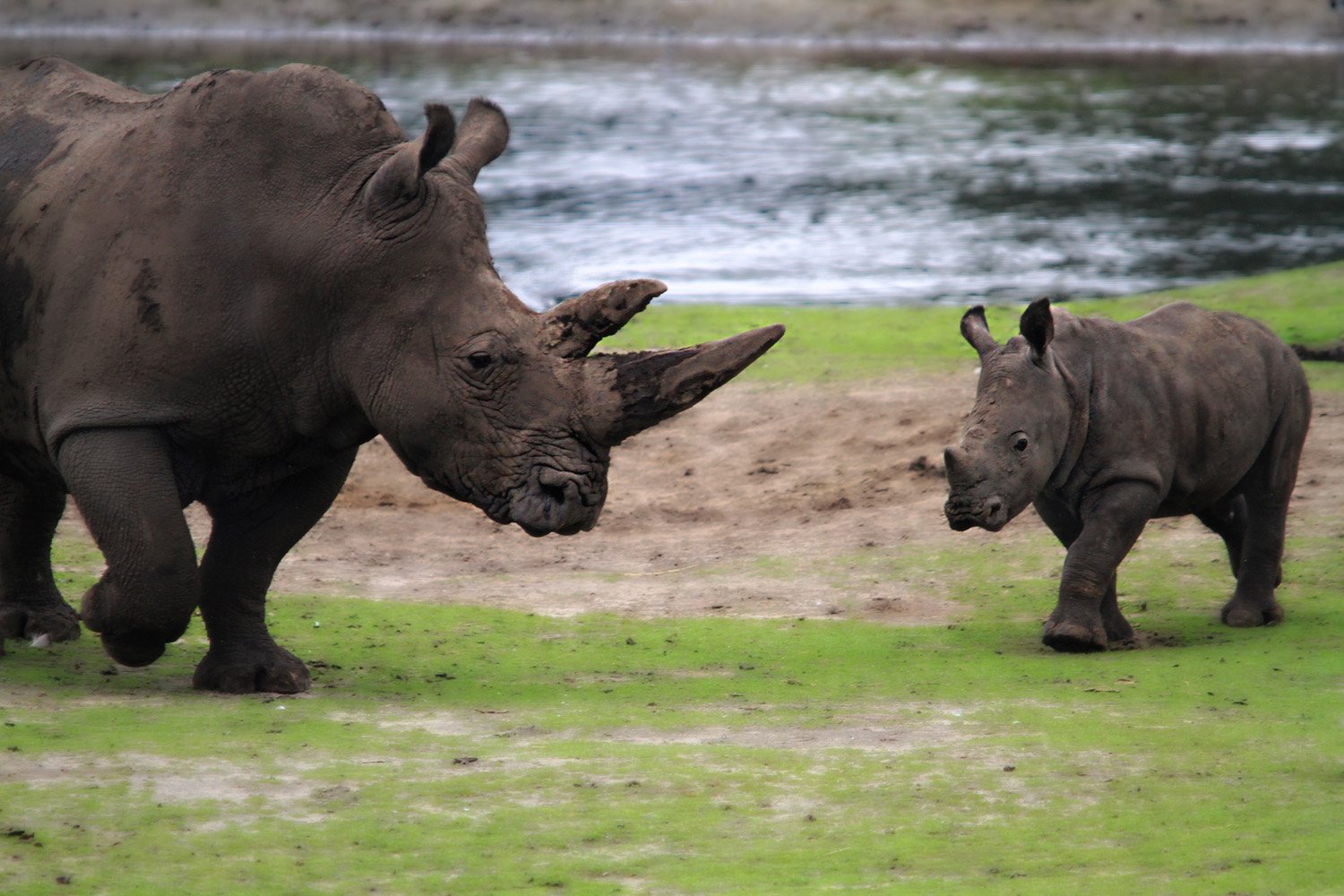
Breitmaulnashörner
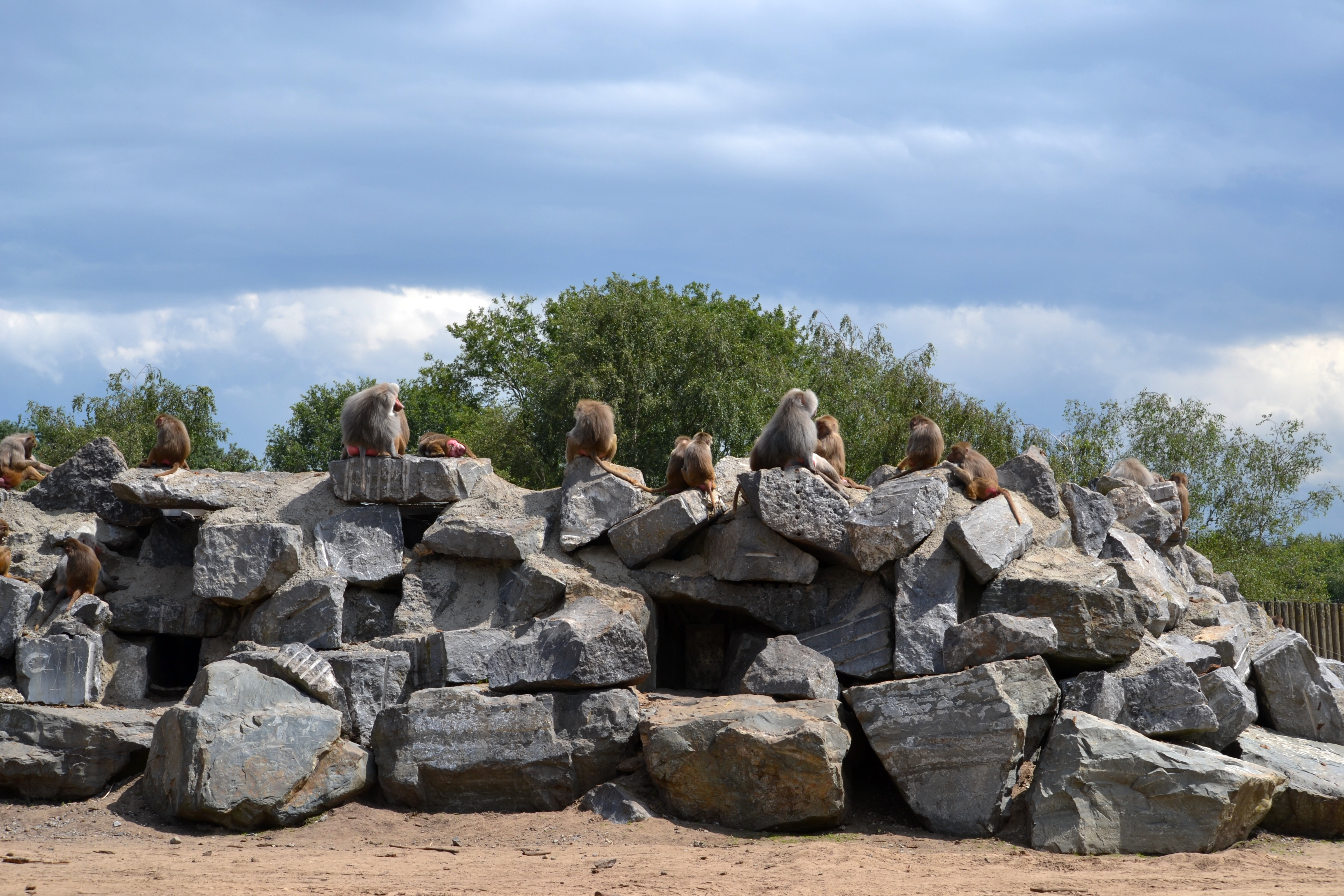
Mantelpaviananlage
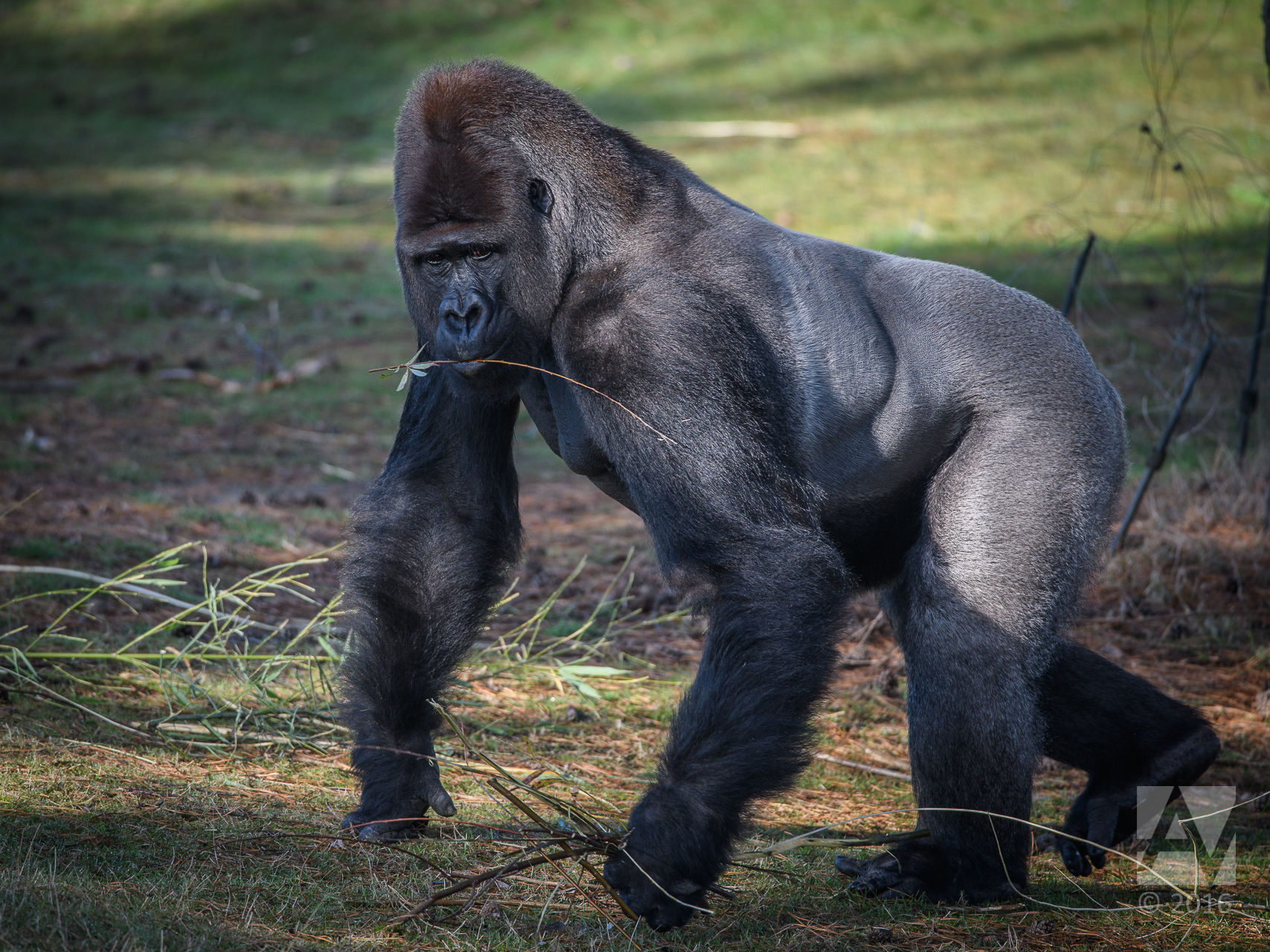
Westlicher Gorilla
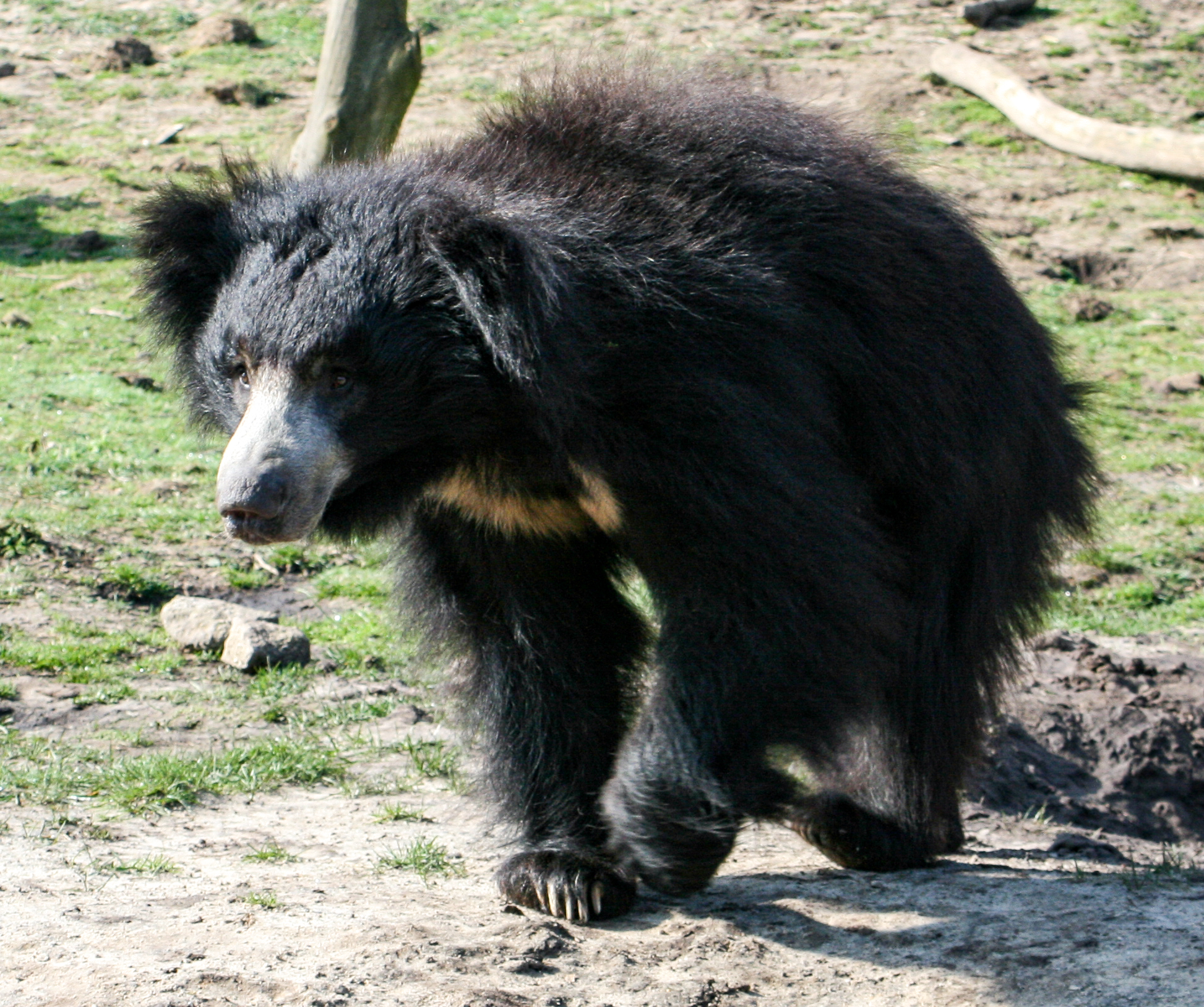
Lippenbär
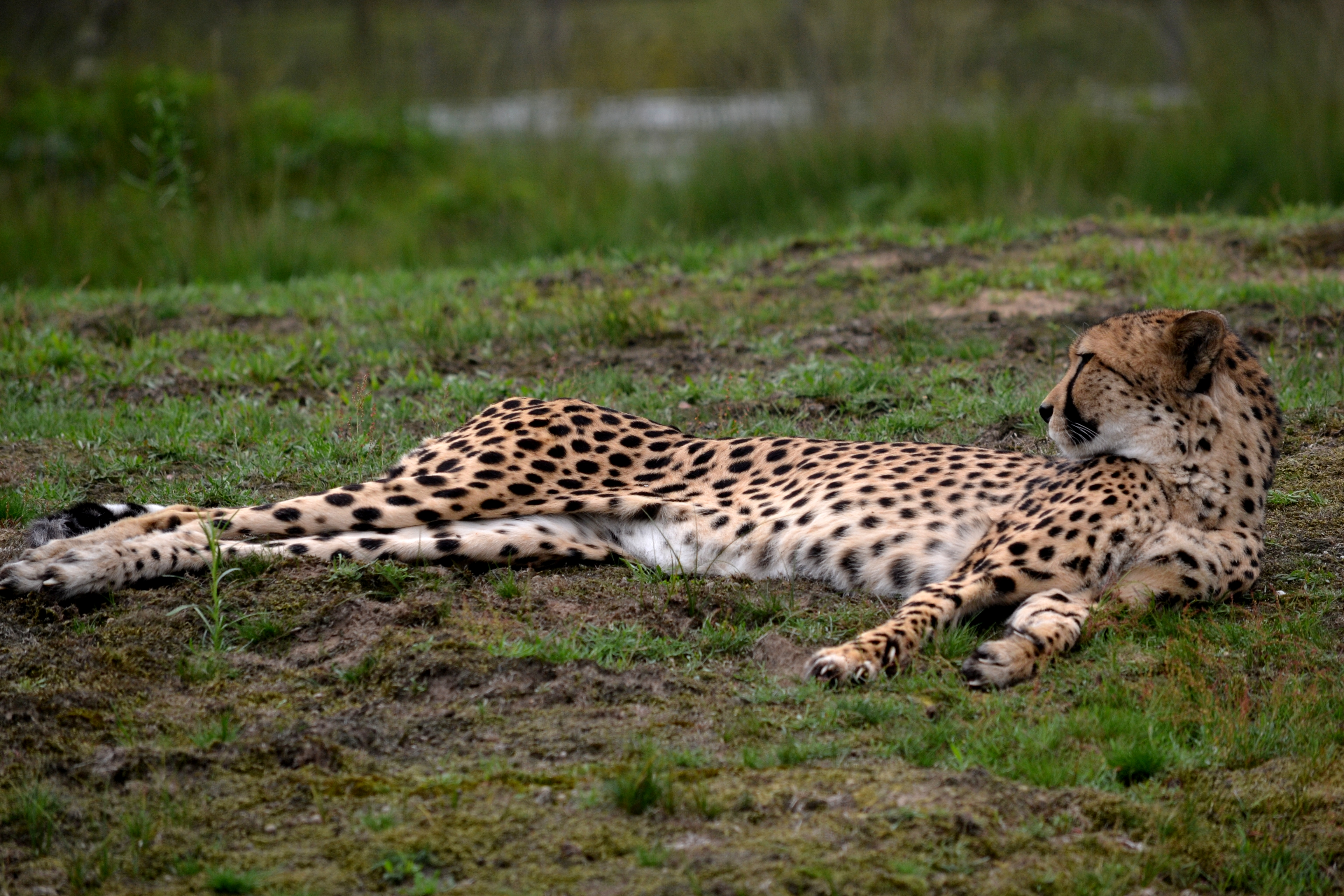
Gepard
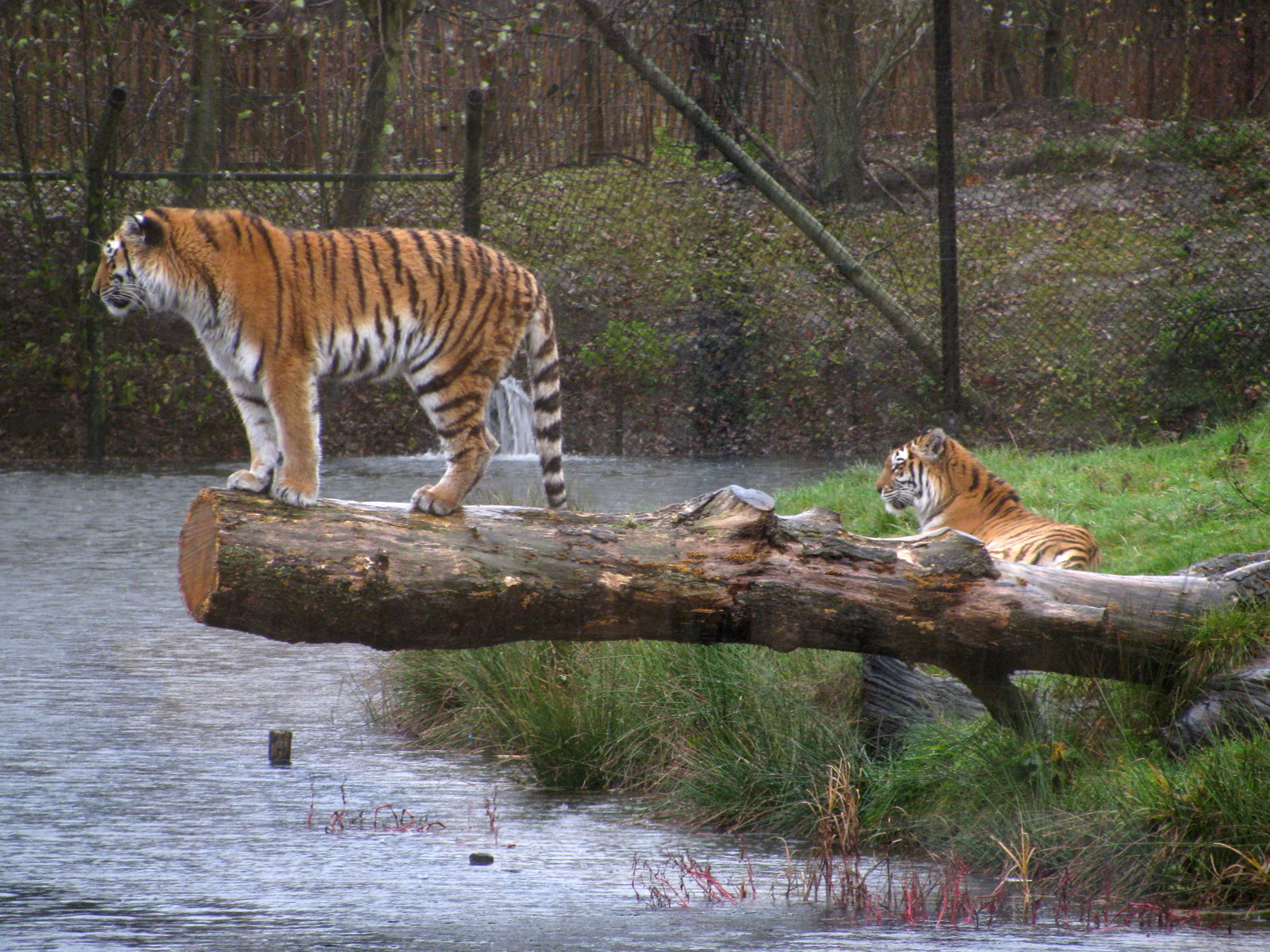
Tigeranlage
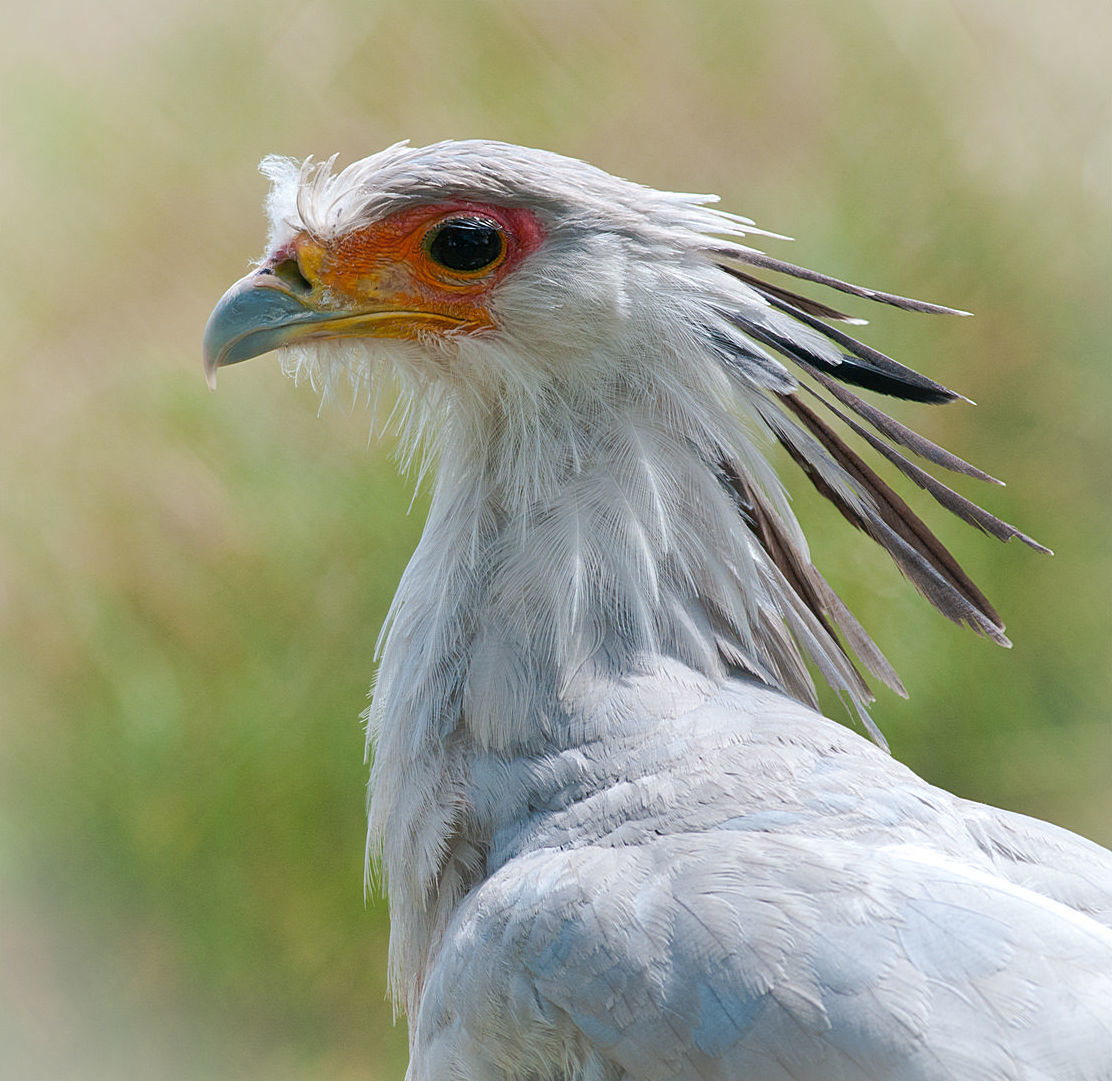
Sekretär